# 曹英 (天順進士)
曹英（1429年—？），字文華，直隸高郵州人，明朝政治人物。進士出身。

## 生平
陝西鄉試第四十九名。天順四年（1460年）庚辰科會試第一百二十四名，殿試登進士第三甲第二名。

## 家族
曾祖曹全。祖父曹昇。父亲曹斌。